# Déville-lès-Rouen
Déville-lès-Rouen là một xã thuộc tỉnh Seine-Maritime trong vùng Normandie miền bắc nước Pháp.

## Huy hiệu
| Arms of Déville-lès-Rouen | The arms of Déville-lès-Rouen are blazoned: Azure, a Norman manor argent masoned sable overall a crozier Or, over that (and above the manor) a lamb reguardant haloed argent, and a base wavy azure [waves], and on a chief gules, a toothed wheel Or between 2 pairs of shuttles each pair in saltire argent. |

## Dân số
| Năm | 1962 | 1968 | 1975   | 1982   | 1990   | 1999   | 2006   |
| --- | ---- | ---- | ------ | ------ | ------ | ------ | ------ |
| Dân số | 8643 | 9622 | 11,745 | 11,136 | 10,521 | 10,444 | 10,520 |
| From the year 1962 on: No double counting—residents of multiple communes (e.g. students and military personnel) are counted only once. |      |      |        |        |        |        |        |

## Xã kết nghĩa
- Bargteheide, Đức
- Carmignano, Ý
- Syston, Anh